# Sábio (filosofia)
Uma sábio (em grego clássico: σοφός, sophós), na filosofia clássica, é alguém que alcançou a sabedoria. O termo também foi usado de forma intercambiável com 'pessoa boa' (em grego clássico: ἀγαθός, agathós) e 'pessoa virtuosa' (em grego clássico: σπουδαῖος, spoudaîos). Entre os primeiros relatos do sábio está o Sphairos de Empédocles. Horácio descreve o Sphairos como "completamente em si mesmo, bem arredondado e esférico, de modo que nada externo possa aderir a ele, devido à sua superfície lisa e polida." Alternativamente, o sábio é aquele que vive "de acordo com um ideal que transcende o cotidiano."
Várias das escolas da filosofia helenística têm o sábio como figura destacada. Karl Ludwig Michelet escreveu que "a religião grega culminou com seu verdadeiro deus, o sábio"; Pierre Hadot desenvolve essa ideia, afirmando que "o momento em que os filósofos alcançam uma concepção racional de Deus com base no modelo do sábio, a Grécia supera sua representação mítica de seus deuses." Na verdade, as ações do sábio são propostas como aquelas que um deus agiria na mesma situação.

## No platonismo e aristotelismo
Na obra O Banquete de Platão, Sócrates afirma que a diferença entre um sábio e um filósofo (em grego clássico: φιλόσοφος, que significa "amante da sabedoria") é que o sábio já possui o que o filósofo busca. Ao analisar o conceito de amor, Sócrates conclui que o amor é aquilo que carece do objeto que busca. Portanto, o filósofo não possui a sabedoria desejada, enquanto o sábio, por outro lado, não ama nem busca a sabedoria, pois já a possui. Sócrates então examina as duas categorias de pessoas que não participam da filosofia:
1. Deuses e sábios, porque eles são sábios;
2. Pessoas insensatas, porque elas acham que são sábias.

A posição do filósofo está entre esses dois grupos. O filósofo não é sábio, mas possui a autoconsciência de sua falta de sabedoria e, portanto, a busca.
Na obra A República, Platão também desenvolve a noção do sábio em várias obras. Ele indica que quando um amigo do sábio morre, o sábio "não considerará que para um homem bom... a morte é uma coisa terrível." Em Teeteto, Platão define o sábio como aquele que se torna "justo, santo e sábio."
Os sábios platônicos se elevavam pela vida de sua mente, enquanto os sábios aristotélicos se elevavam ao reino da Mente divina.

## No epicurismo
Epicuro acreditava que se alcançaria a ataraxia por meio do estudo intenso e exame da Natureza. Esse sábio seria como os deuses e "[observaria] a infinidade de mundos surgindo a partir dos átomos no vazio infinito" e, por causa disso, nada jamais perturba a paz de sua alma. Certamente, eles estariam "despreocupados com os assuntos mundanos em sua brilhante e eterna tranquilidade, passando seu tempo contemplando a infinitude do espaço, do tempo e dos múltiplos mundos."
De acordo com Sêneca, o Jovem, Epicuro acreditava que o sábio raramente se casa, pois o casamento é acompanhado por muitos inconvenientes.
Léon Robin, em seu comentário sobre Lucrécio, escreve: "o sábio se coloca dentro da imutabilidade da Natureza eterna, que é independente do tempo."

## No estoicismo
O conceito de sábio dentro do Estoicismo era um tópico importante. De fato, a discussão da ética estóica em Stobaeus, que dependia de Arius Didymus, dedicou mais de um terço de sua extensão discutindo o sábio. O sábio estóico era entendido como um ideal inacessível, e não uma realidade concreta.
O objetivo do Estoicismo era viver uma vida de virtude, onde "a virtude consiste em uma vontade que está em acordo com a Natureza." Assim, o sábio é aquele que alcançou tal estado de ser e cuja vida consequentemente se torna tranquila. O padrão era tão elevado que os estóicos não tinham certeza se alguém já havia existido; se sim, possivelmente apenas Sócrates ou Diógenes de Sinope tinham alcançado tal estado.
Apesar disso, os estoicos consideravam os sábios como os únicos humanos virtuosos e felizes. Todos os outros são vistos como tolos, moralmente vis, escravos e infelizes. Os estoicos não admitiam nenhum meio-termo, como Cícero articulou o conceito: "todo não-sábio é louco."
Os estoicos conceberam o sábio como um indivíduo além de qualquer possibilidade de ser afetado pelo destino. As dificuldades da vida enfrentadas por outros seres humanos (doença, pobreza, crítica, má reputação, morte, etc.) não poderiam causar tristeza ao sábio, enquanto as circunstâncias da vida buscadas por outras pessoas (boa saúde, riqueza, elogios, fama, longa vida, etc.) eram consideradas pelo sábio estoico como externas desnecessárias. Essa indiferença às coisas externas era alcançada pelo sábio por meio do conhecimento correto das impressões, um conceito central na epistemologia estóica. Assim, a felicidade do sábio, eudaimonia, baseava-se inteiramente na virtude.
A dificuldade de se tornar um sábio era frequentemente discutida no Estoicismo. Quando Panécio de Rodes, o sétimo e último escolarca da Stoa, foi questionado por um jovem se um sábio se apaixonaria, ele respondeu dizendo: "Quanto ao homem sábio, veremos. O que nos diz respeito, a você e a mim, que ainda estamos longe do homem sábio, é garantir que não caiamos em um estado de coisas perturbado, impotente, submisso a outro e sem valor para si mesmo."
Epicteto afirma que apenas após a remoção de qualquer apego às coisas do mundo externo um estoico poderia verdadeiramente possuir a amizade. Ele também explicou que o progresso em direção ao estado de sábio ocorreria quando alguém aprendesse o que está em seu poder. Isso só seria possível através do uso correto das impressões.
Marcus Aurelius define o sábio como aquele "que possui conhecimento do começo e do fim, e da Razão que permeia tudo, ordenando o universo em seus ciclos determinados até o fim dos tempos".